# Božanovići (Foča-Ustikolina, BiH)
Božanovići su naseljeno mjesto u općini Foča-Ustikolina, Federacija BiH, BiH. Nalaze se kod Slavičića. Popisano je kao samostalno naselje na popisu 1961., a na kasnijim popisima ne pojavljuje se, jer je 1962. pripojeno Slavičićima (Sl.list NRBiH, br.47/62).

## Stanovništvo
| Narod     | Popis 1961. |
| --------- | ----------- |
| Hrvati    |             |
| Muslimani | 67          |
| Srbi      |             |
| ostali    |             |
| Ukupno    | 67          |